# Rover 600
Rover 600 — серія великих сімейних автомобілів, що вироблялася британським виробником Rover з 1993 по 1999 рік.

## Опис

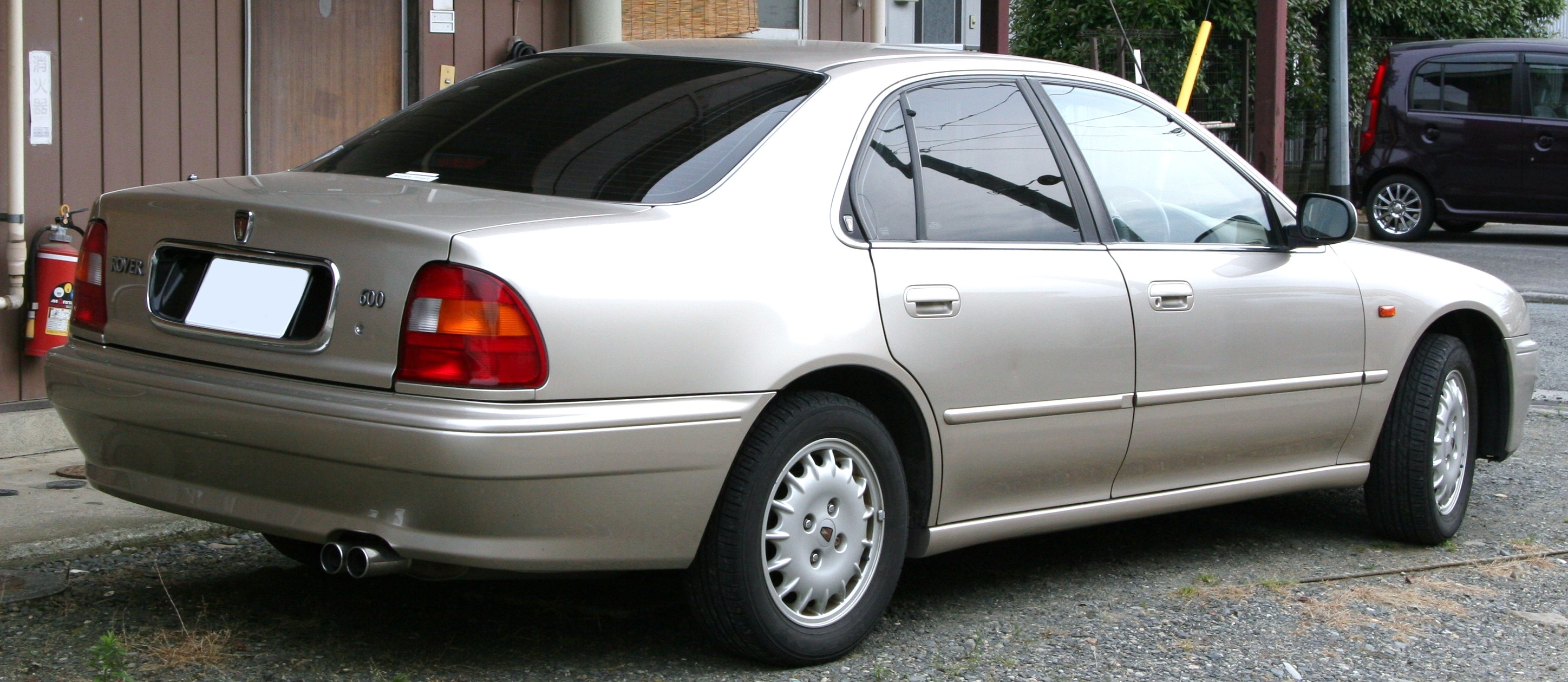
Rover 600

Зовнішній вигляд Rover 600 був розроблений компанією Rover, на основі європейської Honda Accord, яка також виготовлялась у Сполученому Королівстві компанією Honda у місті Свіндон. Структурна структура та переважна частина інженерних рішень отримані від Honda, однак транспортні засоби були розроблені одночасно з невеликою командою Rover на території Японії. Колір та обробка похідних були також використані, щоб допомогти відокремити Rover від Honda на ринку.
1,8, 2,0 та 2,3 літрові рядні 4-циліндрові бензинові двигуни були надані компанією Honda. Тим не менш, 2.0-літровий турбодизельний двигун Rover L і серії T з турбонаддувом розроблені самою Rover.

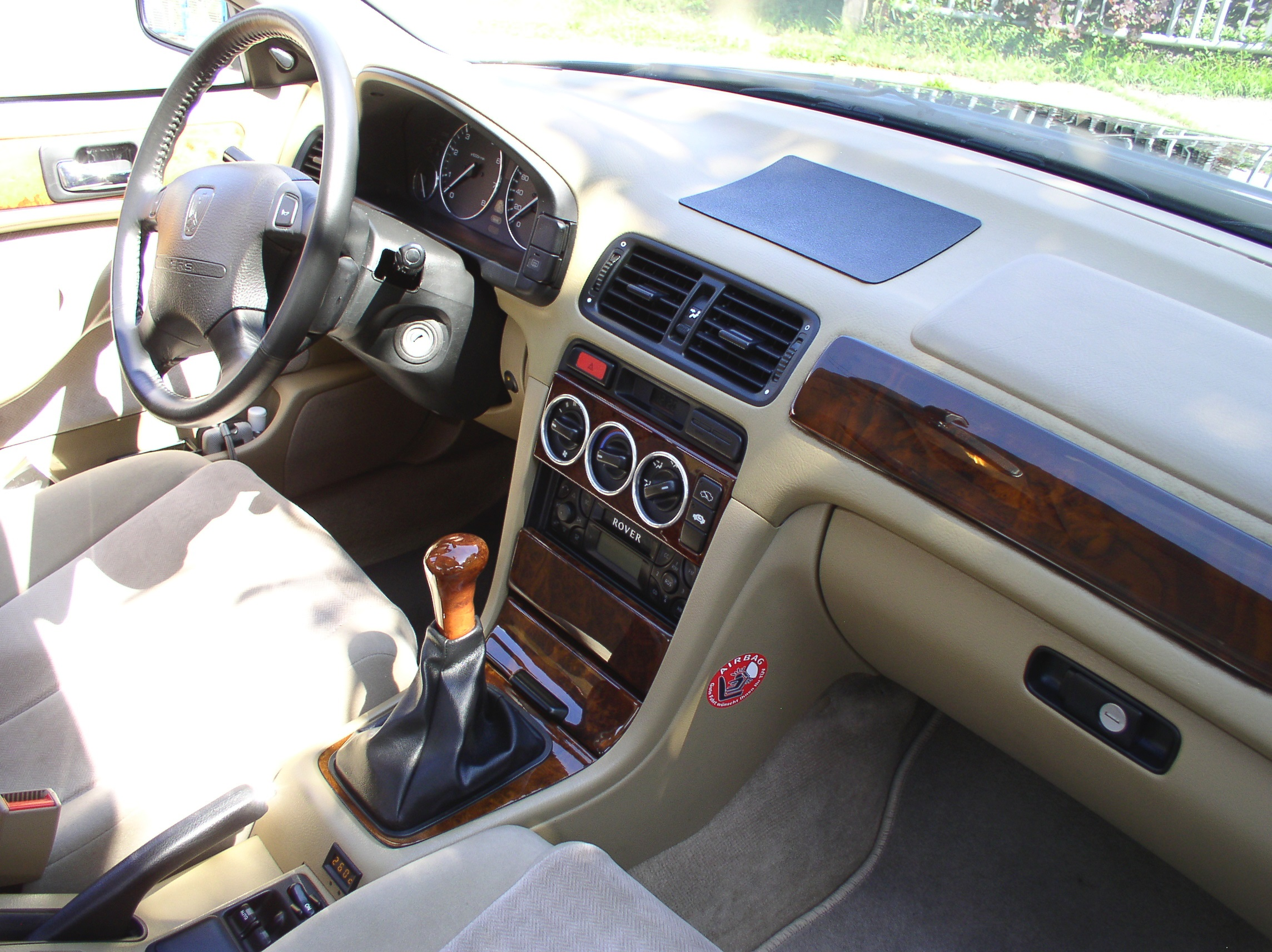
Салон Rover 600

Інтер'єр 600 включав дерев'яну та хромовану обробку, а також відносно високий рівень оснащення, хоча заднє місце для ніг критикували як досить невелике. Інтер'єр був схожим на японську Honda Ascot Innova, за винятком декількох косметичних змін.
Отримане шасі Honda дає комфортну, але нестабільну їзду. З огляду на оснащення Rover, ціни були достатньо конкурентоспроможними у сегменті великого сімейного автомобіля та значно нижчі, ніж ціна таких компактних конкурентів, як BMW 3 Серії та Audi A4.
Запущена в виробництво 19 квітня 1993 року серія 600 замінила седан Austin Montego у діапазоні Rover, але оскільки 600 був позиціонувався значно вищим в порівнянні зі своїм попередником, середні моделі Montego були збережені у виробництві.
На відміну від Austin Montego, в серії 600 не було версії універсал, універсал Montego протримався на виробництві до кінця 1994 року. Виробництво серії 600 тривало до початку 1999 року, коли воно було замінено на стилізований під ретро Rover 75, розроблений під керівництвом BMW. 75 також замінив велику 800 серію. 600 був популярним автомобілем у своєму сегменті ринку і розійшовся тиражем в 272 512 автомобілі.

## Двигуни
Бензинові
- 1.8 л Honda F18A Р4
- 2.0 л Honda F20Z1 Р4
- 2.0 л T-Series Р4
- 2.3 л Honda H23A3 Р4

Дизельний
- 2.0 л L-Series Р4 (turbodiesel)